# Nikotin
Nikotin, vars systematiska namn är 3-[(2S)-1-metylpyrrolidin-2-yl]pyridin, är en giftig och starkt beroendeframkallande alkaloid som återfinns i potatisväxter, främst i tobaksplantan Nicotiana rustica eller Nicotiana tabacum men också i mycket lägre doser i tomater och potatis. Nikotin finns även tillsammans med kokain i kokabusken.

## Namn och historia
Nikotin är uppkallat efter tobaksplantans latinska namn, Nicotiana tabacum, som i sin tur är uppkallad efter den franske ambassadören i Portugal, Jean Nicot, som introducerade tobaken i form av luktsnus vid det franska hovet år 1560, exporterade från Brasilien till Paris. Han uppmuntrade dess medicinska användningsområde. Nikotin isolerades för första gången från tobaksplantan 1828 av fysikern Wilhelm Heinrich Posselt och kemisten Karl Ludwig Reimann, som såg det som ett gift. Dess empiriska formel beskrevs 1843 av Melsens, strukturen upptäcktes av Adolf Pinner och Richard Wolffenstein 1893, och syntetiserades av A. Pictet och Crepieux 1904.
Nikotin har även använts som ett bekämpningsmedel mot bladinsekter. 
Notera att halten av nikotin i tobaksrök är mycket låg och att den allmänt kallade "nikotinfärgningen" av exempelvis fingrarna och tänderna hos en rökare eller av väggarna i ett rum där rökning skett under längre tid inte beror på nikotin utan på den tjära som bildas vid förbränningen av tobak och som ingår i röken. Nikotin i sig är en färglös vätska, ett starkt och beroendeframkallande gift, men som i sig inte leder till missfärgnigar.

## Kemi
Nikotin är en hygroskopisk, oljig vätska som är löslig i vatten. Som en kvävehaltig bas bildar nikotin salter som oftast är fasta och vattenlösliga. Nikotin tränger lätt genom huden.

## Medicinsk påverkan
Vid rökning liksom vid snusning absorberas nikotinet snabbt i lungorna eller genom munslemhinnan. Nikotinet är en psykoaktiv drog som binds till specifika nikotinreceptorer, bland annat i hjärnan. Nikotinet orsakar frisättning av flera signalsubstanser, bland annat den mestadels stimulerande signalsubstansen noradrenalin. Detta leder till att känslan av välbefinnande ökar och man känner sig bättre till mods. Nikotinet påverkar också perifera neuron (nervceller) i hjärta, blodkärl, andningsvägar och skelettmuskulatur. Framför allt stimuleras det sympatiska nervsystemet, detta medför att puls och blodtryck stiger. 
Ämnet är kraftigt beroendeframkallande och dödlig dos är ca 0,05 g per kilogram kroppsvikt hos råttor (en knapp tiondel av detta hos möss). Nikotinet i 2-3 cigaretter innehåller ca 0,05 g. I lägre doser under lång tid orsakar det i stället hypertoni.